# UMEDA芸能
UMEDA芸能株式会社（うめだげいのうかぶしきがいしゃ）は、かつて存在した芸能事務所。大阪市北区太融寺町に本社を置いていた。

## 概要
2017年3月に設立。大阪市北区曾根崎2丁目にて「お笑いショーBARグラッチェ」を経営、所属芸人が出演していた。また道頓堀ZAZAにて定期ライブの開催や、吉本興業や松竹芸能といった大阪の芸能事務所との交流ライブも行っていた。
2019年12月31日をもって所属芸人のほとんどが退所し、2020年3月をもってBAR営業および事務所は廃業したとされる。また事務所のSNSが凍結されたことにより、その後の経営についても明らかとなっていない。

## かつて所属していた芸人
- にやがりもん（岡翔太、てつ）
  - 退所後はフリー。2022年に解散。岡は引退、てつは活動休止中。
- ボニーボニー（花崎天神、とくのしん）
  - 退所後はOFFICE MINAMIKAZEを経てフリー。現在は楽屋Aを拠点に活動[8]。
- 矢野マーシー
  - 退所後はフリー。現在はヨンゴーのふじわらボーナスと「母性人」を結成、楽屋Aを拠点に活動。
- ハネウマ（井宝パーツ（井口バツ丸）、カルビマン（良元カルビ））
  - 退所後は松竹芸能に所属。「ハノーバー」に改名。
  - 2023年に解散し、井口は引退[9]。良元はピンで活動後、複数のユニット活動やコンビを経て2025年に野尻野サイドステップと「流石にフィーバー」を結成。
- ヨンゴー（ふじわらボーナス、まさる）
  - 退所後はフリー。2021年に解散。
  - ふじわらボーナスはあーるどらと「尼屁泥」を結成するが、後に解散。2024年に矢野マーシーと「母性人」を結成。
  - まさるはNSC大阪校45期生として入学、現在はコンビ「八法ドラゴン」として吉本興業所属[10]。
- あーるどら
  - 退所後はフリー。ふじわらボーナスと「尼屁泥」を結成するが、後に解散。
  - 現在は久保ヒロキとして、2024年から双子の兄と「白黒双子」としてTikTokやYouTubeで活動。
- 若蔵（るみな☆、岩だるま）
  - 退所後はフリー。2020年に解散。
- ミーハーパイソンズ（李湖、加藤香緒梨）
  - 元松竹芸能所属。2019年8月解散。季湖は引退。
  - 加藤は「かとうにちようび！」に改名。退所後はOFFICE MINAMIKAZEを経てフリー。元松竹芸能のランディーと「ココナッツ学園」を結成[11]。現在は楽屋Aを拠点に活動。
- Kサインカーブ（引退）
- 小野寺ジャスティン（引退）
  - 退所後は浅井企画を経て、2023年に引退[12]。

## かつてグラッチェに出演経験のある芸人
- カフカと知恵の輪
  - フリー時代に定期的に出演[13]。現在は小保内が「九月」としてフリーで活動している。
- キイロイゾウサン
  - フリー時代に定期的に出演[13]。現在は吉本興業（東京本社）所属。
- 徳原旅行
  - フリー時代「トクハラコウ」名義で定期的に出演。現在はマセキ芸能社所属。
  - 上京後もライブなどで所属芸人と交流がある[14]。
- ジグロポッカ
  - フリー時代に定期的に出演。現在はワタナベエンターテインメント所属。
  - 上京後もライブなどで所属芸人と交流がある[14]。
- D兄さん
  - フリー時代に定期的に出演。当時の芸名は小文字で「d兄さん」であった。現在はワタナベエンターテインメント九州事業本部所属。